# John Callahan (Schauspieler)
John Kevin Callahan (* 23. Dezember 1953 in Brooklyn, New York; † 28. März 2020 in Rancho Mirage) war ein US-amerikanischer Schauspieler, der für seine Arbeit als Edmund Grey in der Tages-Soap All My Children bekannt wurde.

## Leben
Callahan wurde in Brooklyn, New York, geboren. Er studierte vor seiner Schauspielkarriere an der University of California, Berkeley, bevor er eine Karriere als Schauspieler begann.
Callahan porträtierte Leo Russell in der Tagesserie General Hospital von 1984 bis 1985, dann als Eric Stavros in der Hauptsendezeit-Serie Falcon Crest von 1986 bis 1988 und Craig Hunt in der Tagesserie California Clan von 1989 bis 1991. Seine bekannteste Rolle, Edmund Grey, spielte er von 1992 bis 2005 in All My Children. Callahan spielte auch die Rolle des Edmund, zusammen mit dem Co-Star Esta TerBlanche, in einer Folge der Sitcom Spin City von 1997 mit dem Titel "My Life is a Soap Opera". Von 2008 bis 2010 spielte er Dr. Richard Baker in Days of Our Lives. Callahan und sein Co-Star Eva LaRue moderierten 1995 die Lifetime-Serie Weddings of a Lifetime und 1997 die Miss America-Wahl. Callahan trat 1990 bei der Wiederaufnahme der Fernsehspielshow To Tell the Truth als prominenter Podiumsteilnehmer auf.
Callahan war von 1982 bis 1994 mit Linda Freeman verheiratet und hat zwei Stiefsöhne. Am 30. November 1996 heiratete er auf der Insel Lanai in Hawaii seine All My Children-Kollegin Eva LaRue. Sie haben eine Tochter, Kaya McKenna, geboren im Dezember 2001. Sie wurden 2005 geschieden. Callahan starb am 28. März 2020, nachdem er am Tag zuvor einen Schlaganfall erlitten hatte; er war in das Eisenhower Medical Center in Rancho Mirage gebracht und an lebenserhaltende Systeme angeschlossen worden, konnte aber nicht gerettet werden.